# Рагозино (Калінінський район)
Рагозино (рос. Рагозино) — присілок в Калінінському районі Тверської області Російської Федерації.
Населення становить 18 осіб. Входить до складу муніципального утворення Тургиновське сільське поселення.

## Історія
Від 2005 року входить до складу муніципального утворення Тургиновське сільське поселення.

## Населення
| 2008 | 2010 |
| ---- | ---- |
| 25   | ↘18  |